# Conrado III
Conrado III de Alemania (1093-15 de febrero de 1152, Bamberg) fue el primer representante de la dinastía de los Hohenstaufen, hijo de Federico I, duque de Suabia, y de Inés de Alemania, hija del emperador Enrique IV. Gobernó el Sacro Imperio Romano Germánico (1138-1152), aunque no fue coronado oficialmente.

## Biografía
Conrado recibió de su tío materno, el emperador Enrique V, el ducado de Franconia en 1115.
Tras la muerte sin descendencia legítima del emperador Enrique V en 1125, los príncipes, a instancias del canciller imperial Adalberto, arzobispo de Maguncia, eligieron como rey de romanos al duque de Sajonia como Lotario II el mismo año de 1125. Sin embargo, estalló la guerra civil, puesto que los sobrinos y herederos de Enrique V, que eran Federico II, duque de Suabia, y Conrado, duque de Franconia de los Hohenstaufen, exigieron además de las tierras patrimoniales de los salios en Franconia renana, las tierras que la corona había ido adquiriendo. En esta situación, Conrado fue elegido antirrey en 1127, y en 1128 fue coronado rey de Italia con apoyo de Milán, pero no consiguió asegurarse allí una posición, ya que el papa Honorio II (1124–1130) se negó a reconocerlo, así como las ciudades enemigas de Milán como Novara, Pavía, Cremona, Piacenza o Brescia; en cambio, el rey Lotario II se aseguró el apoyo de Enrique el Soberbio, de la dinastía de los Güelfos, que era duque de Baviera y también marqués de Toscana y de Verona, y al que le hizo yerno suyo en 1127.
En 1138 a la muerte de Lotario II fue elegido rey de romanos como Conrado III y se enfrentó con los güelfos y les expulsó de Baviera pero no pudo conseguir Sajonia, otro objetivo suyo, comenzando de esta forma la rivalidad entre güelfos y gibelinos. Luchó en Bohemia y Polonia. Participó en la Segunda Cruzada en 1147, a petición de San Bernardo, junto al rey Luis VII de Francia. 
En 1147, Conrado III viajó a Tierra Santa por vía terrestre pasando por varios Estados como el Reino de Hungría, donde sus ejércitos causaron graves estragos y se les respondió con ataques defensivos de parte de los húngaros. Sin embargo, el rey Géza II de Hungría decidió no entrar en conflicto con el monarca alemán. Anteriormente la hija del fallecido Béla II de Hungría, Sofía de Hungría, hermana de Géza II había sido comprometida con Enrique Berenguer, hijo de Conrado III, pero en la década de 1140 las relaciones entre los monarcas alemán y húngaro se deterioraron cada vez más, lo que finalmente acabó con el compromiso. Por otra parte, luego de que Conrado III abandonara el reino y continuase su viaje, Géza II recibió al rey Luis VII de Francia, quien también marchaba a la cruzada. Las relaciones entre Géza II y Luis VII eran en extremo cercanas y en su estadía, el rey francés se convirtió en el padrino de bautizo de Esteban, el hijo del rey húngaro.
Después de participar en la segunda cruzada, el emperador Conrado III regresó al Sacro Imperio Romano Germánico tras el fracaso de la Campaña de Damasco y murió en 1152. Está enterrado en la Catedral de Bamberg. Le sucedió su sobrino Federico I (Barbarroja).

## Matrimonio y descendencia
Conrado casó en 1115 con Gertrudis de Comburg (m. 1130/1131), hija de Enrique, conde de Rothenburg, y Gepa de Mergentheim. Con ella tuvo 3 hijas:
- Inés de Franconia (¿?-1151) (cambió su nombre por Liubava en su matrimonio), casada con Iziaslav II de Kiev.
- Bertha de Franconia, abadesa de Erstein.
- Gertrudis de Franconia.

En 1136, volvió a casarse, esta vez con Gertrudis de Sulzbach (1114-1146), hija de Berengar II, conde de Sulzbach (1080-1125) y su segunda esposa Adelaida de Wolfratshausen. Con ella tuvo 2 hijos:
- Enrique Berenguer (1137-1150), coronado Rey de romanos junto a su padre.
- Federico IV de Suabia (1145-1167), Duque de Suabia.

## Sucesión
| Predecesor: Lotario II | Rey de romanos 1127-1135 Rey rival 1138-1152 Rey legítimo con Enrique Berenguer (1147-1150) | Sucesor: Federico I |
| Predecesor: Lotario II | Rey de Italia 1138-1152                                                                     | Sucesor: Federico I |